# Apladalen

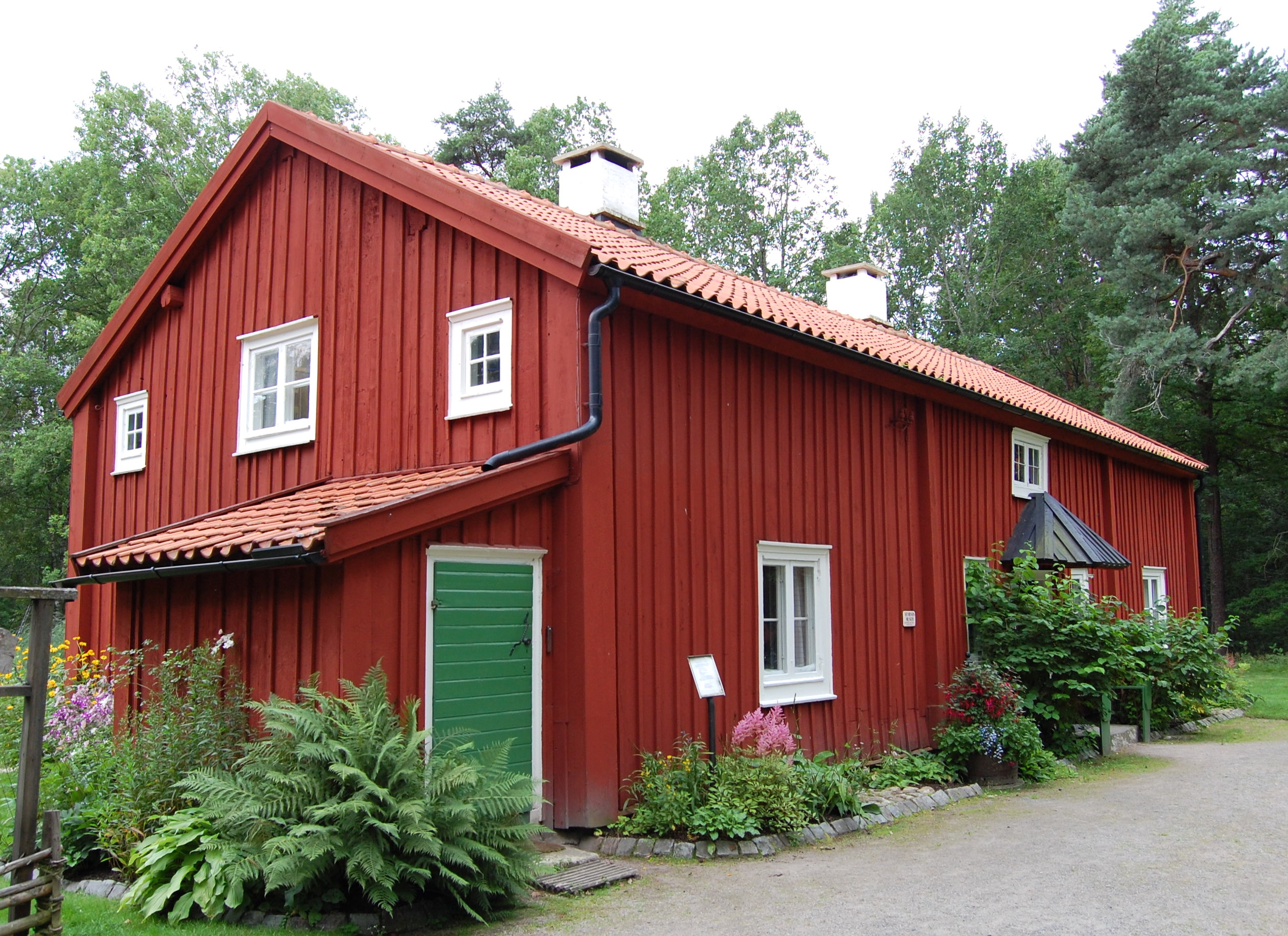
Pfarrhaus aus dem 19. Jahrhundert

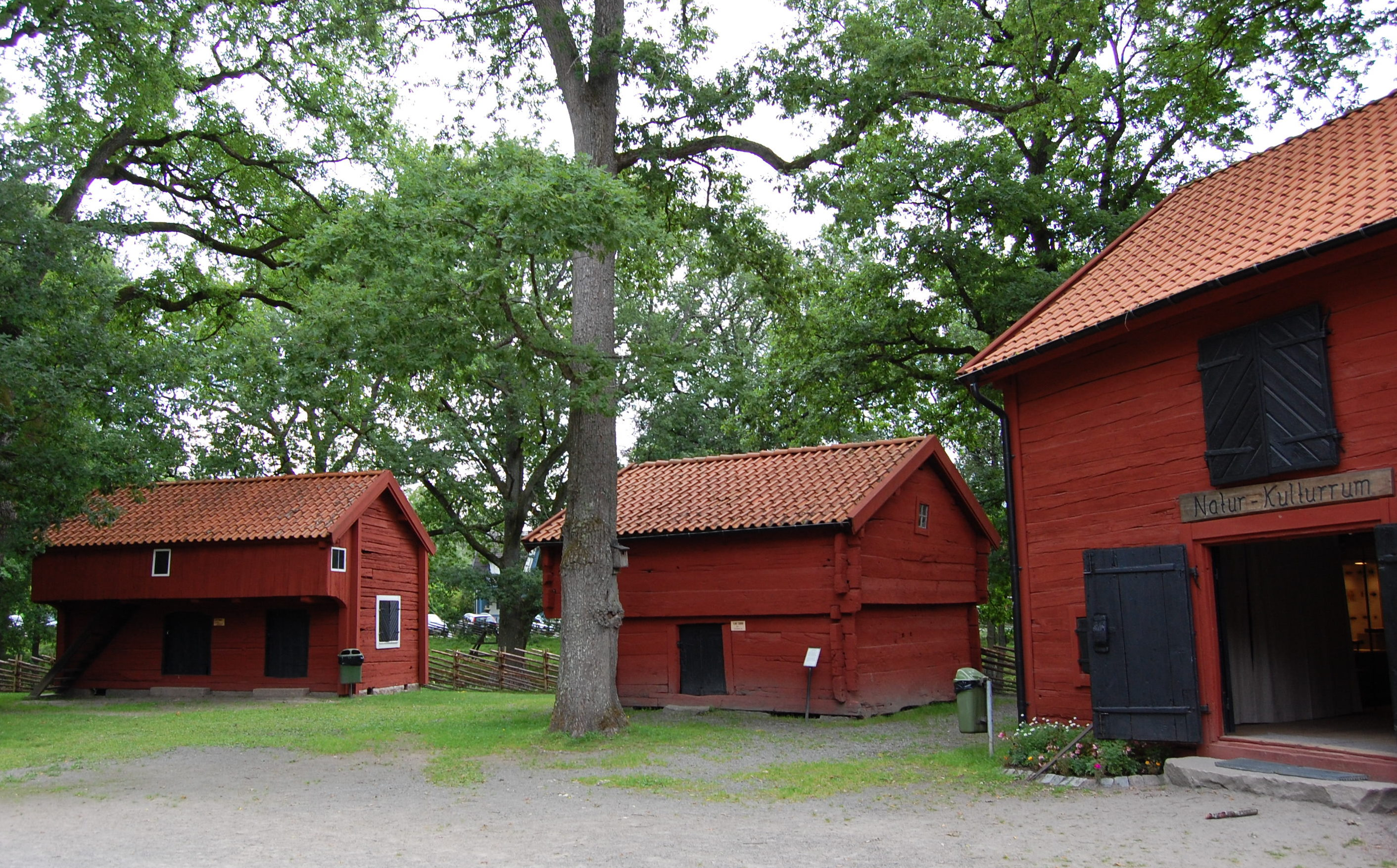
Historische Holzgebäude im Freilichtmuseum

Apladalen ist ein Natur- und Heimatpark in der schwedischen Stadt Värnamo, der in Teilen als Freilichtmuseum gestaltet ist.
Der Park liegt südlich des Stadtzentrums, östlich des Flusses Lagan.
Im Freilichtmuseum befinden sich mehrere historische Gebäude aus dem 18. und 19. Jahrhundert. Besonders bemerkenswert ist ein vollständig zeitgenössisch möbliertes Pfarrhaus aus dem 19. Jahrhundert. Auch eine Wassermühle, ein Schulhaus und handwerkliche Werkstätten gehören zum Ensemble. Neben einem gastronomischen Angebot besteht auch eine Kunsthandwerksausstellung. Darüber hinaus werden verschiedene Haustiere gehalten. Der von einem alten Baumbestand geprägte Park verfügt über einen großen Spielplatz.